# Мангри Малих Антильських островів
Мангри Малих Антильських островів (ідентифікатор WWF: NT1416) — неотропічний екорегіон мангрових лісів, розташований на Карибах.

## Географія
Екорегіон мангрів Малих Антильських островів розташований на Малих Антильських островах — східній частині Антильського архіпелагу, яка простягається дугою з півночі на південь, відділяючи Карибське море на заході від Атлантичного океану на сході.
Північну частину Малих Антильських островів складають Підвітряні острови. Ці вулканічні острови простягаються двома паралельними дугами з північного заходу на південний схід. Більш високі й вологі острови внутрішньої (західної) дуги переважно є активними вулканами, тоді як більш посушливі й низькі острови зовнішньої дуги переважно являють собою вкриті вапняком вершини затоплених згаслих вулканів. 
На північному заході Підвітряних островів розташовані Віргінські острови. Цей архіпелаг, за винятком найбільшого острова Санта-Крус, є частиною Зовнішньої дуги. До складу Підвітряних островів також входять острови Саба, Сінт-Естатіус, Сент-Кіттс, Невіс, Редонда та Монтсеррат, які складають Внутрішню дугу, та острови Ангілья, Сен-Мартен, Сен-Бартелемі, Барбуда та Антигуа, які складають паралельну Зовнішню дугу. Найпівденнішим в групі Підвітряних островів є архіпелаг Гваделупа, де сходяться Внутрішня і Зовнішня дуги. 
Південніше Гваделупи простягаються Навітряні острови, які складають південну частину Малих Антильських островів. До складу цього архіпелагу входять острови Домініка, Мартиніка, Сент-Люсія, Сент-Вінсент, Гренадини та Гренада (з півночі на південь).
Вулканічна дуга Малих Антильських островів утворилася внаслідок субдукції Карибської плити під Південноамериканську плиту. Вулканічна активність на островах регіону триває. З геологічної точки зору їх основу складають неогенові та четвертинні потоки лави, шари попелу та пірокластичні відклади.
Мангрові ліси екорегіону зазвичай ростуть на прибережних мілинах, які регулярно затоплюються солоною морською водою під час припливів, у дельтах річок, на узбережжях захищених лагун та за смугами захисних пляжів. Важливою особливістю, яка сприяє високій продуктивності мангрів регіону, є морські течії, які переносять відклади Ориноко та Амазонки у Карибське море через вузькі та мілкі протоки між Малими Антильськими островами. Це збільшує концентрацію поживних речовин, які захоплюються прибережними екосистемами, створює на мілководдях островів умови, наближені до умов річкової дельти та збільшує градієнт солоності з півночі на південь. Мангрові ліси найкраще розвинені на Південних Малих Антильських островах, тоді як у більш солоних водах навколо островів на півночі архіпелагу поширені різноманітні рифи та луки морської трави.

## Клімат
В межах екорегіону переважає тропічний клімат. Панівними вітрами на Малих Антильських островах є північно-східні пасати. Влітку та восени в регіоні триває сезон дощів, під час якого часто трапляються урагани та тропічні шторми. Середньорічна кількість опадів в регіоні коливається від 750 мм на Барбуді до 1928 мм на Домініці.

## Флора
На Малих Антильських островах зустрічається десять різних типів мангрових заростей, які різняться за видовим складом, структурою та місцезростанням. Мангри регіону зустрічаються в гирлах річок, на відкритому морському узбережжі, у западинах і лагунах, у прісній, солоній або гіперсолоній воді. Також вони часто зустрічаються в асоціації з іншими рослинними угрупованнями — болотами, заболоченими лісами, літоральними рідколіссями та дюнами, як частина більших прибережних водно-болотних екосистем. Так, на Сент-Люсії, а також на Сент-Вінсенті і Гренадинах, найбільші масиви мангрів зосереджені у лагунах, які утворилися там, де гирла річок заблоковані піщаними бар'єрами. Мангри на цих островах пов'язані з заболоченими лісами, у яких домінують криваві драконові дерева (Pterocarpus officinalis), а також з солоними і прісноводними болотами. Багато мангрів на Малих Антильських островах пов'язані з кораловими рифами та луками морської трави.
Великі острови на півдні архіпелагу характеризуються вищим біорізноманіттям, однак рівень ендемізму вищий на Північних Малих Антильських островах, більш віддалених від материка. Загалом в екорегіоні зустрічається п'ять видів мангрових дерев — червоні мангри (Rhizophora mangle), білі мангри (Laguncularia racemosa), чорні мангри (Avicennia germinans), мангри Шауера (Avicennia schaueriana) та прямі конусоплідні мангри (Conocarpus erectus). Червоні мангри (Rhizophora mangle) та білі мангри (Laguncularia racemosa) є найбільш поширеними деревами в усіх типах мангрових заростей — річкових, лагунних та окраїнних. Мангри Шауера (Avicennia schaueriana) переважно зростають в окраїнних манграх, а чорні мангри (Avicennia germinans) та прямі конусоплідні мангри (Conocarpus erectus) іноді зустрічаються в усіх типах мангрів. Серед інших рослин, що зустрічаються в мангрових угрупованнях Малих Антильських островів, слід відзначити звичайну теспезію (Thespesia populnea), приморську дальбергію (Dalbergia ecastaphyllum), морський гібіск (Hibiscus tiliaceus), духмяну плюхею (Pluchea odorata), алігаторове яблуко (Annona glabra), двоцвіту мангрову ліану (Rhabdadenia biflora), яйцелисту амазонську ліану (Stigmaphyllon bannisterioides), рівноденну бігнонію (Bignonia aequinoctialis), приморський спороболус (Sporobolus virginicus), індійський спороболус (Sporobolus indicus), роздвоєнний фімбрістіліс (Fimbristylis dichotoma), звичайний водяний гіацинт (Pontederia crassipes) та мангрову папороть (Acrostichum aureum).

## Фауна
Серед птахів, що зустрічаються в мангрових заростях екорегіону, слід відзначити кубинського свистача (Dendrocygna arborea), карибського голуба (Patagioenas leucocephala), мангрового кукліло (Coccyzus minor), зелену чаплю (Butorides virescens), мангрову чаплю (Butorides striata), північну чаплю (Ardea herodias), плямистого набережника (Actitis macularia), північного рибалочку-чубаня (Megaceryle alcyon), карибську еленію (Elaenia martinica), золотистого пісняра-лісовика (Setophaga petechia), карибського гракла (Quiscalus lugubris) та церебу (Coereba flaveola). Майже ендемічними представниками регіону є карибські колібрі (Eulampis holosericeus), антильські піві (Contopus latirostris) та малі вівсянки-снігурці (Loxigilla noctis).
У мангрових заростях регіону зустрічаються американські ламантини (Trichechus manatus), які пасуться на луках морської трави, а поблизу Гренадин та між Антигуа і Ангільєю часто зустрічаються горбаті кити (Megaptera novaeangliae), які припливають туди народжувати малят. Серед плазунів, що зустрічаються в манграх регіону, слід відзначити звичайну ігуану (Iguana iguana), малоантильську ігуану (Iguana delicatissima), гваделупського аноліса (Anolis marmoratus), малі-галанського аноліса (Anolis ferreus), кауанського аноліса (Anolis kahouannensis), ле-сентського гекона (Sphaerodactylus phyzacinus), домініканську амейву (Pholidoscelis fuscatus), ангільську амейву (Pholidoscelis plei), кошонську мабую (Mabuya cochonae), домініканського полоза (Alsophis sibonius) та гренадського деревного удава (Corallus grenadensis). На берегах деяких Малих Антильських островів відкладають яйця рідкісні морські черепахи — довгоголові морські черепахи (Caretta caretta), зелені черепахи (Chelonia mydas), шкірясті черепахи (Dermochelys coriacea) та бісси (Eretmochelys imbricata). 

## Збереження
Основними загрозами для збереження природи регіону є вирубка мангрових лісів, особливо на Гваделупі, Мартиніці та Сент-Люсії, а також побудова прибережної інфраструктури, видобування піску, ерозія ґрунтів та стік сільськогосподарських пестицидів. Зміни клімату, які можуть призвести до підвищення рівня моря, затоплення низинних районів та збільшення активності ураганів, також викликають занепокоєння.
Основними природоохоронними територіями екорегіону є Національний парк Віргінських островів на Американських Віргінських островах, Гваделупський національний парк на Гваделупі, Національний парк Кабріц на Домініці та Морський заповідник островів Марія на Сент-Люсії